# Søren Olesen
Pour les articles homonymes, voir Olesen.
Søren Olesen, né le 27 septembre 1891 à Giver (Danemark) et mort le 29 août 1973 à Hirtshals (Danemark), est un homme politique danois, membre du Parti de la justice, ancien ministre et ancien député au Parlement (le Folketing).